# Marcin Teterycz
Marcin Teterycz (ur. 8 maja 1996 w Złotoryi) – polski piłkarz ręczny, występujący na pozycji bramkarza. Od 2023 roku zawodnik Siódemki Miedź Huras Legnica.

## Życiorys
W okresie szkoły podstawowej i gimnazjum trenował piłkę ręczną w lokalnym klubie Gwarek. Następnie zdobył mistrzostwo Dolnego Śląska w piłce ręcznej plażowej, a w okresie szkoły średniej był zawodnikiem Siódemki Miedź Legnica, z którym wygrywał mistrzostwa Dolnego Śląska i Szkolne Mistrzostwa Polski. Podczas studiów na Politechnice Wrocławskiej został zawodnikiem Żagwi Dzierżoniów, a w 2017 roku przeszedł do Pogoni Szczecin. W barwach tego klubu występował przez dwa sezony w Superlidze, rozgrywając łącznie 46 spotkań. W sezonie 2019/2020 był zawodnikiem Gwardii Koszalin. W 2020 roku został graczem Viretu CMC Zawiercie.

## Bilans klubowy w rozgrywkach ligowych
| Sezon     | Klub                      | Liga      | Mecze | Bramki |
| 2016/2017 | Żagiew Dzierżoniów        | II liga   | ?     | ?      |
| 2017/2018 | Sandra Spa Pogoń Szczecin | Superliga | 27    | 0      |
| 2018/2019 | Sandra Spa Pogoń Szczecin | Superliga | 19    | 0      |
| 2019/2020 | Gwardia Koszalin          | I liga    | 12    | 1      |